# Аржан, Жан-Батист
Жан-Бати́ст де Буайе́, маркиз д’Аржа́н (1704—1771) — французский писатель-романист и философ, деятель Просвещения.

## Биография
Старший сын генерального прокурора парламента в Экс-ан-Провансе. Свою раннюю биографию изложил в одном из первых своих романов («Мемуары г-на маркиза д’Аржана», 1735), который считается достаточно достоверным источником. Молодость его изобиловала приключениями: неудачная военная карьера (вследствие ушиба, полученного им при падении с лошади, должен был оставить военное поприще в чине капитана), тайный брак с актрисой Сильвией и вынужденное бегство в Испанию, поездка при дипломатической миссии в Алжир и Константинополь, где ему угрожала смертная казнь, бурная жизнь в Риме, где его чуть не зарезали наемные убийцы. Отец долго и безуспешно пытался наставить сына на путь истины, прибегая к крайним мерам, вплоть до шестимесячного заключения в цитадели Перпиньяна. Кончилось тем, что его лишили наследства в пользу младшего брата.
Он изучал в Париже юриспруденцию, знал много языков, включая древнегреческий и древнееврейский, был знатоком истории и философии, древней и новой, занимался химией и анатомией, брал уроки рисования у де Каза, профессора Академии живописи. Перебравшись в Голландию, маркиз д’Аржан с середины 1730-х годов пробует свои силы на литературном поприще.
Фридрих Прусский, тогда ещё наследный принц, усиленно приглашает маркиза д’Аржана в Берлин. Но это приглашение было принято лишь после того, как Фридрих вступил на престол (1740); к этому времени опубликованы почти все основные художественные произведения писателя. Король назначает его камергером двора, директором королевского театра, главой отделения словесности Берлинской академии наук. Он становится членом кружка философов, собравшихся при прусском дворе, среди которых было несколько выдающихся ученых — П.-Л. Мопертюи, Ж.-О. Ламетри, Ф. Альгаротти, одно время — Вольтер. В Берлине маркиз д’Аржан провел 25 лет, однако до конца так и не смог там прижиться. Его неравный брак с актрисой Бабеттой Кошуа вызвал недовольство не только его родных, но и Фридриха II, в результате остаток своих дней он прожил на родине, в Эксе.

## Творчество
Романы д’Аржана, в особенности его «Письма», были чрезвычайно популярны на протяжении почти всего XVIII века, в том числе в России.
Упоминается в «Эпистоле» (1753) И. П. Елагина:
Хваленый петиметр, чтоб больше показаться,

Тут велеречием потщится украшаться.

Сбирает речи все, в романах что читал,

Которые Даржанс для бедности писал
Своим главным трудом считал «Философию здравого смысла». Этим трактатом, выдержавшим 15 изданий, переведённым на английский, немецкий и голландский языки, восхищался Вольтер; его критиковали Лессинг, Гердер и Кант.
«Письма» представляют собой по замыслу нечто единое; в них дается широкая картина нравов и обычаев различных народов, древних и новых. Автор скрывается под маской переводчика и издателя этих посланий, в которых обсуждаются проблемы познания мира, политического устройства, религии, философии, морали, отношений в обществе. Д’Аржан не отрицает, что высоким образцом ему служил «неподражаемый автор» «Персидских писем», один из самых великих людей, живущих ныне в Европе.
«Письма» впоследствии становились образцами подражания для позднейших авторов. «Китайские письма» послужили одним из главных источников романа «Гражданин мира» Оливера Голдсмита. «Почта Духов» И. А. Крылова создана под влиянием «Кабалистических писем», из которых заимствованы целые страницы философского содержания.

## Сочинения

### Романы
- «Мемуары г-на маркиза д’Аржана» (Mémoires de M. le marquis d’Argens, 1735)
- Les enchainemens de l’amour et de la fortune, ou les Mémoires du Marquis de Vaudreville (1736)
- Le Mentor cavalier, ou les illustres infortunez de notre siècle (1736)
- «Мемуары графини де Мироль, или Роковые следствия любви и ревности» (Mémoires De La Comtesse De Mirol, Ou Les Funestes Effets De L’Amour Et De La Jalousie, 1736) Роман рассказывают о трагической судьбе добродетельной героини, которая, повинуясь деспотической воле отца, становится женой и жертвой нелюбимого ею коварного злодея
- «Превратности любви и судьбы, или Приключения синьоры Розалины» (Les caprices de l’amour et de la fortune, ou les avantures de la signora Rosalina, 1737) Розалине приходится многое испытать, прежде чем обнаруживается, что она дочь знатных родителей
- «Мемуары мадемуазель де Мэнвиль, или Лжешевалье» (Mémoires De Mademoiselle De Mainville, Ou Le Feint Chevalier, 1736)
- «Философ-отшельник, или Мемуары маркиза де Мирмона» (Mémoires du marquis de Mirmon, ou le solitaire philosophe, 1736)
- «Еврейские письма» (Lettres juives, в 6 томах, 1736—1737)
- «Счастливый флорентиец» (Le fortuné florentin, ou les mémoires du comte della Vallé, 1737)
- «Мемуары и приключения барона де Пюинефа, написанные им самим» (1737)
- «Мемуары графа де Ваксера, или Лжераввин» (Mémoires du comte de Vaxere ou le faux rabin, 1735)
- «Влюбленный философ, или Мемуары графа де Момжана» (Le Philosophe amoureux, ou les mémoires du comte de Mommejan, 1737)
- «Кабалистические письма» (Lettres cabalistiques, в 7 томах, 1737—1741) Авторами писем выступают сильфы, гномы, ондины, мудрые кабалисты, Астарот
- «Новый законодатель, или Мемуары шевалье де Мелькура» (Le législateur moderne, ou les mémoires du chevalier de Meillcourt, 1739) утопия
- «Китайские письма» (Lettres chinoises, в 6 томах, 1739—1740)
- «Галантные монахини» (Les nones galantes ou l’amour enbeguiné, 1740)
- Le Triomphe de la vertu, ou voyages sur mer, et avantures de la Comtesse de Bressol (в 3 томах, 1741)

Иногда д’Аржану приписывают бестселлер XVIII века, эротический роман «Тереза-философ» (Thérèse philosophe, 1748).

### Другие
- «Философия здравого смысла» (La philosophie du bon-sens, 1737)
- Lettres morales et critiques sur les differens etats et les diverses occupations (1738)
- Reflexions historiques et critiques sur le gout et sur les ouvrages des principaux auteurs anciens et modernes (1743)
- Critique Du Siècle, ou Lettres Sur Divers Sujets (1745)
- Songes philosophiques (1746)
- «Письма и мемуары» («Lettres et Mémoires», 1748)
- Переписка с Фридрихом Великим («Correspondance entre Frédéric II et le marquis d’Argens», 1798)

### Собрания
- «Oeuvres du marquis d’Argens» (в 24 томах, Гаага, 1768)

## Публикации на русском языке
- Счастливый флорентиец, или Жизнь графа де ла Валле. — СПб., 1763.
- О блаженной или благополучной жизни, c прибавлением рассуждений о приятной и общежительной жизни, из философии здравого рассуждения господина маркиза д'Аржанса. — М., 1769.
- Влюбленный философ или Приключения графа Момжана. — М., 1781.
  - Часть I
  - Часть II
- Маркиз Мирмон, или, Уединенный философ. — СПб., 1783.
- Своевольство счастья и любви, или Похождение Россалины, состоящее в трех частях. — 2-е изд. — М., 1787.